# کلگ جمال
کلگ جمال، روستایی در دهستان گشت بخش مرکزی شهرستان سراوان در استان سیستان و بلوچستان ایران است.

## جمعیت
بر پایه سرشماری عمومی نفوس و مسکن در سال ۱۳۹۵، جمعیت این روستا برابر با ۱۲ نفر (۴ خانوار) بوده‌است.